# Ne pali svetla u sumrak
"Ne pali svetla u sumrak" ("Não ligues as luzes no crepúsculo") foi a canção que representou a Jugoslávia no Festival Eurovisão da Canção 1962 que teve lugar no Luxemburgo.
A referida canção foi interpretada em sérvio por Lola Novaković. Foi a décima-segunda canção a ser interpretada na noite do evento, a seguir à canção da Suíça "Le retour" e antes da canção do Reino Unido "Ring-A-Ding Girl", interpretada por Ronnie Carroll. Terminou a competição em quarto lugar, tendo recebido 10 pontos. No ano seguinte, a Jugoslávia foi representada por Vice Vukov que interpretou a canção "Brodovi".

## Autores
- Letrista: Dragutin Britvić
- Compositor: Jože Privšek
- Orquestrador: Jože Privšek

## Letra
A canção é uma balada, sendo ela uma metáfora, comparando duas pessoas que se vão encontrar com duas luzes, a cantora faz um pedido para que não acendam as luzes, porque vai ser uma noite íntima para elas as duas.